# Salvin-keresztmellűteknős
A Salvin-keresztmellűteknős (Staurotypus salvinii) a hüllők (Reptilia) osztályába  és a teknősök (Testudines) rendjébe és az iszapteknősök (Kinosternidae) családjába tartozó faj.

## Előfordulása
Salvador, Guatemala és Mexikó területén honos.

## Megjelenése
Testhossza 25 centiméter. Nevét hasi páncéljának alakjáról kapta.